# Исаева, Саера Джунайдовна
Саера Джунайдовна Иса́ева (4 апреля 1933, Пенджикент — 28 сентября 2012, Душанбе) — советский архитектор. Заслуженный архитектор Таджикской ССР (1977).

## Биография
Родилась в городе Пенджикент 4 апреля 1933 года.
В 1960 году окончила Ленинградский инженерно-строительный институт. На протяжении 20 лет работала в организации «Таджикгипрострой». Как главный архитектор проектов «Таджикгипростроя», сыграла существенную роль в создании проектов планировки городов и сёл Таджикистана. Являлась автором проекта детальной планировки Душанбе, а также проектов планировки городов Вахдат (в советский период — Орджоникидзеабад), Пенджикент, посёлков Хулбук (в те времена — Восе), Бахманруд (Советский) и других.
В 1962—1965 годах избиралась заместителем председателя правления Союза архитекторов Таджикистана; в 1974—1979 годах была членом правления.
Академик академии наук по строительству и архитектуре Таджикской ССР.
Скончалась в Душанбе 28 сентября 2012 года.

## Награды и звания
- 1977 — заслуженный архитектор Таджикской ССР

## Семья
Имела двоих детей (Сураё и Ботура) и 7 внуков.